# Grabownica Starzeńska
Grabownica Starzeńska is een dorp in de Poolse woiwodschap Subkarpaten. De plaats maakt deel uit van de gemeente Brzozów en telt 3000 inwoners.